# Jesús Ibáñez
Jesús Ibáñez Alonso (San Pedro del Romeral, Cantabria, 29 de febrero de 1928 - Ruan, Francia, 5 de agosto de 1992) fue un catedrático de sociología español. Su obra teórica se centró en la metodología sociológica cualitativa y el análisis de la sociedad de consumo.

## Biografía
Jesús Ibáñez fue el único hijo de una madre soltera, propietaria de un pequeño comercio y de algunas vacas en la aldea de San Pedro del Romeral, en el Valle del Pas (Cantabria). Muy pronto le interesó la filosofía y decidió estudiar ciencias políticas trasladándose a Madrid.
En la Facultad de Ciencias Políticas y Económicas de la Universidad de Madrid, más tarde Universidad Complutense de Madrid, entró en contacto con disidentes que se convertirían en figuras importantes del pensamiento español, como Alfonso Sastre o Ignacio Aldecoa. Durante las detenciones de estudiantes e intelectuales de 1956, Ibáñez y otros tres estudiantes redactaron un escrito de solidaridad. Los cuatro fueron juzgados e Ibáñez fue condenado a seis años de cárcel, aunque finalmente sólo cumplió seis meses. 
Su encarcelamiento provocó su expulsión de las instituciones académicas con las que colaboraba: el Instituto de la Opinión Pública, la Escuela de Periodismo y la Universidad Complutense. Cuando salió de la cárcel, Ibáñez se encontró sin trabajo ni posibilidad de encontrarlo y fundó el Instituto de Investigaciones de Mercado ECO.
A finales de los años sesenta participó en la fundación de la Escuela Crítica de Ciencias Sociales de CEISA de Madrid, un marco docente libre, que fue clausurado en sucesivas ocasiones por la policía franquista. En 1974 Ibáñez se reincorporó a la Universidad Complutense gracias al apoyo de, entre otros, Salustiano del Campo. En 1982 logró la cátedra de Métodos y Técnicas de Investigación Social de esa misma Universidad.
Falleció el 4 de agosto de 1992 en Ruan (Francia) y fue enterrado cinco días después en el Panteón de Hombres Ilustres del Cementerio Civil de Madrid.

## Actividad política
Jesús Ibáñez, junto con Julio Cerón Ayuso, jugó un papel protagonista en la formación en 1958 del primer Frente de Liberación Popular (FLP), más conocido como “Felipe”, un importante colectivo de oposición al franquismo.
Durante la transición a la democracia recibió invitaciones de distintos partidos, en especial del PSOE, para incorporarse a sus filas. Sin embargo Ibáñez no aceptó y en las elecciones de 1977 promovió una Candidatura de Unidad Popular (CUP).

Un grupo de intelectuales comprometidos intentamos integrar en una candidatura "unitaria" —a la izquierda del PCE— a los pequeños partidos MC, LCR, PT, ORT, MS cubriéndoles con un paraguas de independientes, pues eran todavía ilegales. Pensamos en un espacio político en el que cupieran organizaciones y personas.

La iniciativa fracasó por falta de consenso y finalmente Jesús Ibáñez se integró en la candidatura promovida por el Movimiento Comunista, ocupando el segundo puesto de la lista. Durante esos mismos años también participó de manera destacada en una famosa movilización en contra de la construcción del centro comercial Madrid 2 y de una autopista en el madrileño Barrio del Pilar.
En los años 1980 participó, junto con su compañera Esperanza Martínez-Conde, en la lucha contra la construcción del pantano del Pas, en Cantabria, así como en las marchas a la Base Aérea de Torrejón de Ardoz contra la entrada de España en la OTAN.

## Pensamiento y obras
El pensamiento sociológico de Jesús Ibáñez se caracteriza por la continuidad entre los distintos espacios intelectuales que frecuentó. Si, de un lado, defendió la carga política de los dispositivos metodológicos aparentemente neutros, de otro, utilizó herramientas sociológicas sofisticadas como medio de intervención política. No obstante, a efectos expositivos, se puede dividir sus cinco obras principales en tres subconjuntos.

### Escritos metodológicos
Ibáñez fue uno de los pioneros de los estudios de mercado en España. A lo largo de su carrera realizó más de mil encuestas y estudios empíricos sobre diferentes temas y desarrolló en España la práctica del “grupo de discusión”, una de las herramientas de investigación distintivas de las corrientes sociológicas cualitativistas. 
Sus reflexiones sobre la práctica sociológica aparecen recogidas principalmente en Más allá de la sociología y Del algoritmo al sujeto. En estas obras critica el utillaje metodológico de la encuesta en la sociología tradicional, que asocia a un enfoque mecanicista “de primer orden” cercano al conductismo y considera aliado de la ideología dominante. La propuesta metodológica “de segundo orden” que defiende Ibáñez subraya la dimensión intersubjetiva de la sociología y se articula sobre el presupuesto de la “reflexividad” de las investigaciones empíricas. Según Alfonso Ortí:

[La metodología de Ibáñez] incluye al sujeto observador en el propio campo de la construcción observacional. [Supone un] paso a la complejidad de los procesos de investigación concretos que implica ir más allá de los límites de la encuesta estadística mediante dispositivos conversacionales crítico-dialécticos como el grupo de discusión.

En este sentido, Ibáñez concibe la sociología como un instrumento de intervención social ya desde el plano metodológico: “La reivindicación de la subjetividad además de tener una dimensión epistemológica, es una reivindicación eminentemente política”.

### Crítica de la sociedad de consumo
En El regreso del sujeto, Ibáñez acentúa los rasgos dialécticos de su metodología y propone un nuevo instrumento de investigación que denomina “socioanálisis”. Se trata de una forma de investigación sociológica que utiliza la hermenéutica y recursos procedentes de otras disciplinas —como la lingüística o la cibernética— como vía de acceso a la comprensión de la realidad social significativa. En particular, Ibáñez se centra en el análisis del consumismo, que considera la estructura de subordinación característica del capitalismo avanzado. Así, Por una sociología de la vida cotidiana, es una recopilación de indagaciones en torno a asuntos diversos —las transformaciones de la casa en los últimos siglos, distintas campañas publicitarias o la literatura de ciencia ficción (en la que Ibáñez era un gran experto)— cuyo hilo conductor es la crítica de la sociedad de consumo.

En la sociedad de consumo todos los productos del mercado evolucionan hasta convertirse en meros simulacros de sí mismos. (...) Con el fin de la producción ha terminado el imperio del sentido: ya nada tiene sentido, ni orientación ni finalidad , la biografía individual ya no es una “carrera” orientada hacia una meta, ni la historia universal es un camino de progreso. Los anuncios, por ejemplo, no nos hablan de los productos: sólo nos muestran el grupo de consumidores, al comprar un producto de marca somos marcados como miembros del grupo de consumidores de marca.

### Escritos políticos

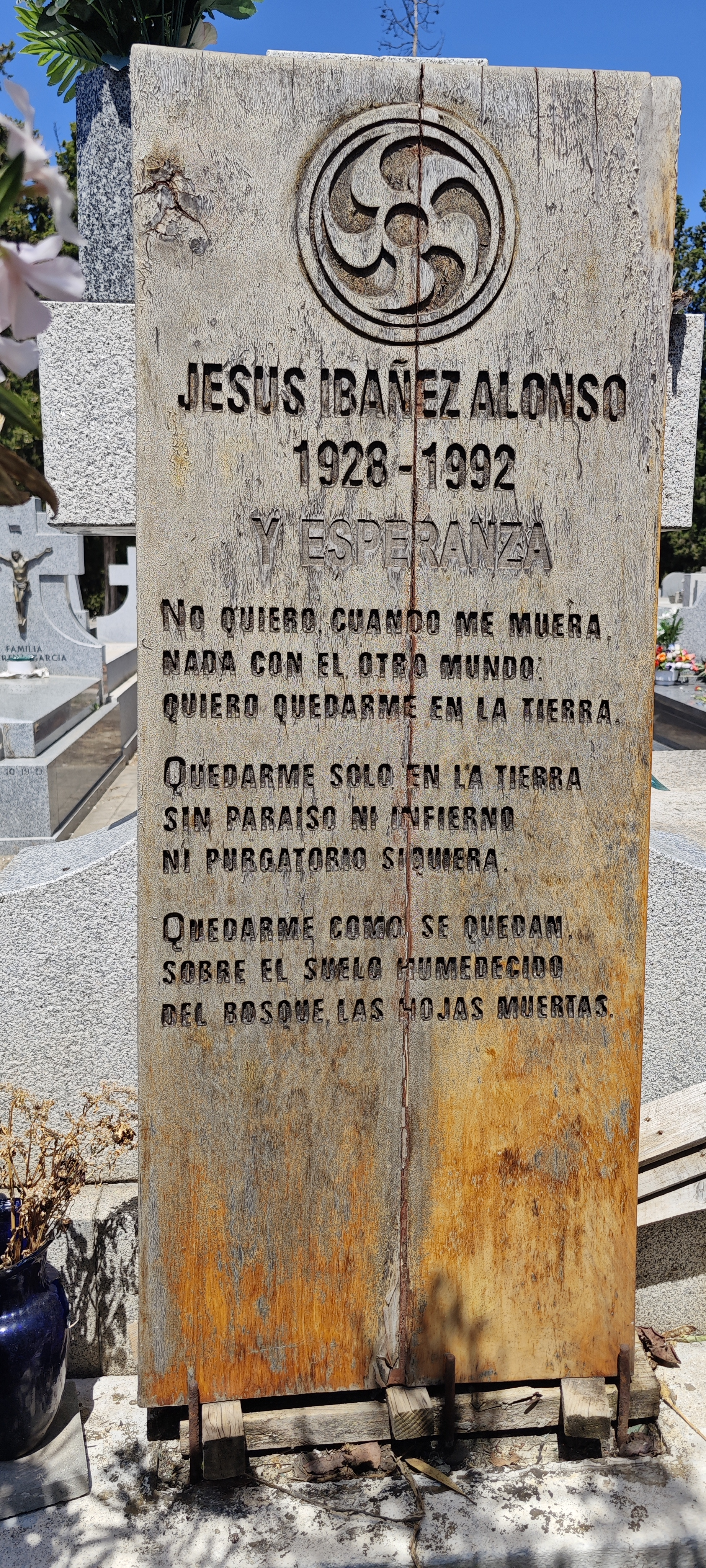

A lo largo de su vida Ibáñez escribió multitud de artículos en publicaciones periódicas sobre aspectos candentes de la vida pública, siempre desde una perspectiva izquierdista. Estos escritos se agruparon en la obra póstuma A contracorriente, que recoge textos publicados entre los años setenta del siglo XX y su muerte. Al margen de su oposición radical a la dictadura franquista, Ibáñez intervino de forma recurrente (aunque no exclusiva) en cuatro áreas principales. En primer lugar, Ibáñez se mostró muy crítico con la forma en que se había desarrollado la transición a la democracia en España, pues consideraba que había impedido una auténtica ruptura con el régimen franquista, una postura que prolongó con una crítica general de los límites de la “democracia formal”. En segundo lugar, Ibáñez atacó a los gobiernos socialdemócratas de la época que, desde su punto de vista, habrían traicionado sus aspiraciones sociales para adaptarse a las corrientes económicas neoliberales dominantes. En tercer lugar, se pronunció repetidamente sobre el conflicto vasco, rechazando el terrorismo al tiempo que defendía la negociación con los independentistas y el derecho de autodeterminación como salidas a la crisis. Por último, dedicó una considerable atención a los movimientos de izquierda no tradicionales: ecologistas, antimilitaristas, feministas, etc.

### Textos de Jesús Ibáñez
- Artículos escritos por Jesús Ibáñez en El País.
- «Comunicaciones entre los pueblos y la ciudad».
- «La creación, juego de distinciones Archivado el 5 de octubre de 2017 en Wayback Machine.».
- «La mentira os hará "libres"».
- «Las traducciones del texto: teológico, jurídico y publicitario».
- «Libertad y orden Archivado el 5 de octubre de 2017 en Wayback Machine.».
- «Hacia un concepto teórico de explotación».
- «Primera ley de la ecología: todo está relacionado con todo».